# 破妖小呆龙
《破妖小呆龙》是拿中国传统文化为主体的漫画，承载的是中国传统的儒家思想。广东出版集团新世纪出版社出版。作者李尧，获得中国漫画奖优秀长篇漫画奖。